# Hunald I
Hunald I (także Chunold, Hunold, Hunaud, zm. ok. 748) – książę Akwitanii od 735 r., syn księcia Odona Wielkiego.
Kiedy Hunald objął władzę, odmówił uznania zwierzchnictwa majordoma królestwa Franków Karola Młota. Majordom przekroczył więc Loarę i zdobył Bordeaux i Blaye. Pozwolił jednak Hunaldowi zatrzymać władzę nad Akwitanią, jednak po ścisłą kontrolą Franków.
W latach 736–741 stosunki między Hunaldem a Karolem układały się poprawnie. Jednak po śmierci majordoma w 741 r. Hunald postanowił jeszcze raz wywalczyć sobie niezależność. W 744 r. jego wojska przekroczyły Loarę i spaliły Chartres. Kiedy jednak nadciągnęły armię synów Karola Młota – Pepina Krótkiego i Karlomana, Hunald musiał prosić o pokój. Abdykował w 744 lub 745 r. i osiadł w klasztorze w Île de Ré.
W późniejszych latach widzimy Hunalda w Italii, gdzie sprzymierzył się z Longobardami. Miał zostać tam ukamienowany ok. 748 r. Księstwo Akwitanii pozostawił Waiferowi, który był najprawdopodobniej jego synem.